# Petroglyphen von Bangudae
Koordinaten: 35° 36′ 13″ N, 129° 10′ 38″ O

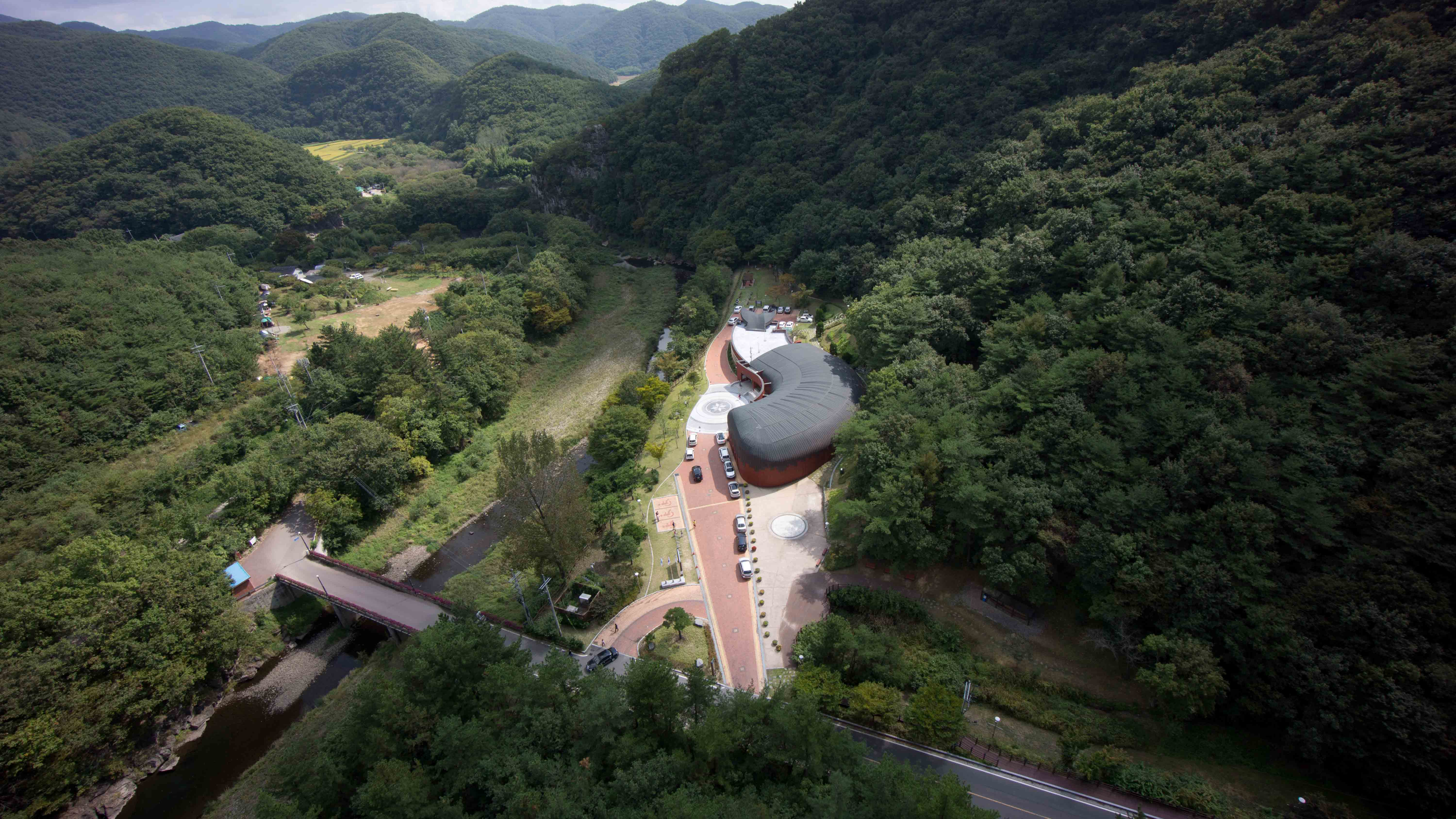
Ulsan Petroglyph Museum

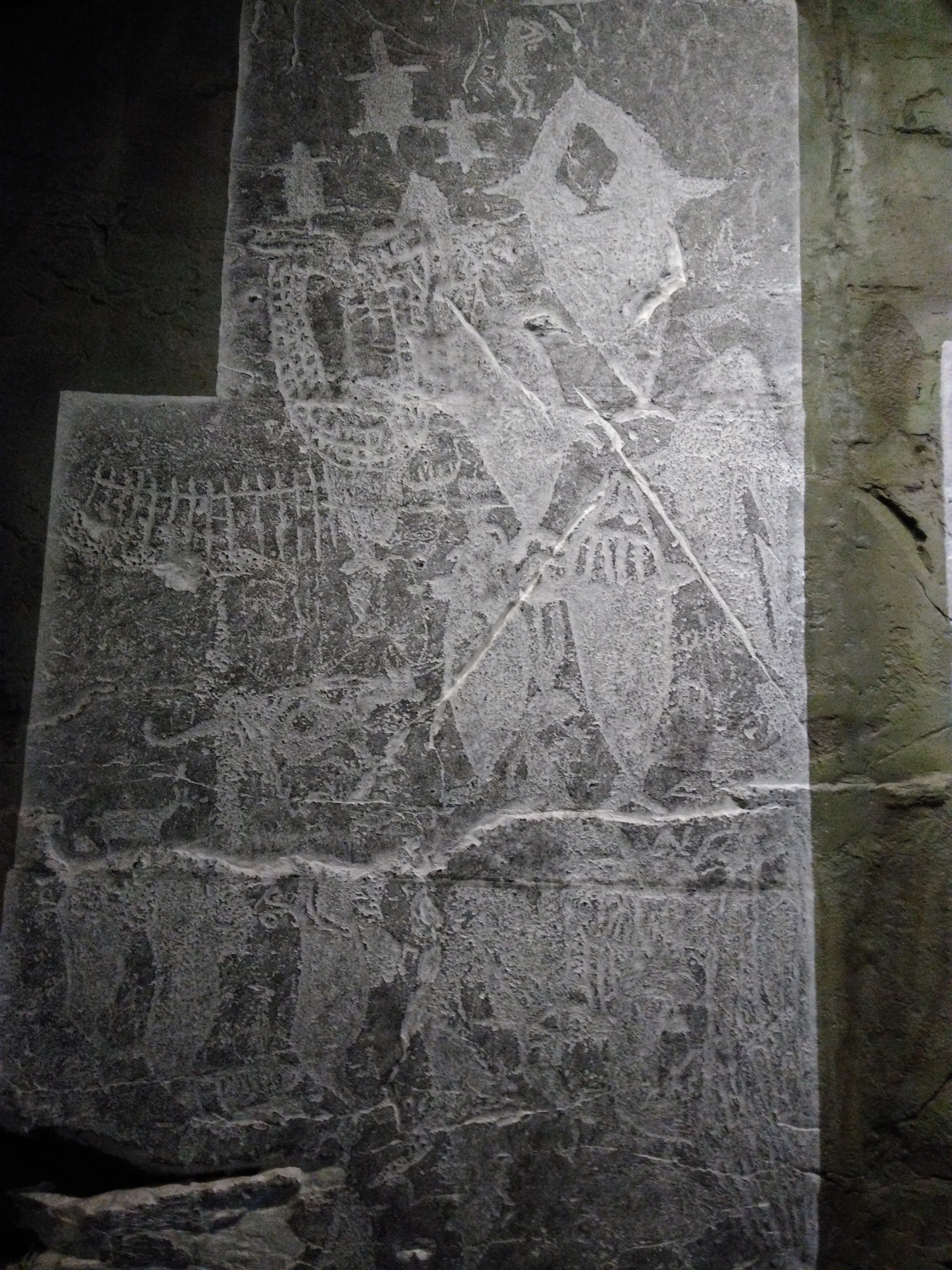
Replikation der Petroglyphen von Bangudae im Gyeongju National Museum

Die Petroglyphen von Bangudae sind prähistorische, in Stein gearbeitete Felsbilder im Südosten von Südkorea, die vermutlich im Zeitraum des späten Neolithikum bis zur Bronzezeit entstanden sind. Im Jahr 2025 wurden die Felsbilder als von der UNESCO als Weltkulturerbe eingetragen.

## Namensherkunft
„Bangudae“ (반구대) bedeutet übersetzt „ein hoher, flacher Stein, der einer Schildkröte ähnelt“.

## Geographie
Die Petroglyphen von Bangudae befinden sich am unteren Ende einer rund 30 Meter hohen, nach Norden ausgerichteten Felswand über dem Flussbett des Daegokcheon (대곡천), eines kleinen Nebenflusses des Taehwagang (태화강). Rund 25 km westlich der Ostküste liegend, gehört das Areal zum Bezirk Dudong-myeon (두동명) des Landkreises Ulju-gun (울주군), der zur Stadt Ulsan (울산광역시) gehört, die direkt am Mündungsgebiet des Taehwagang in das Japanische Meer liegt.

## Geschichte
1965 wurde der Damm des Sayeon-Stausees (사연호), der den Daegokcheon über eine Länge von 5,5 km aufstauen sollte, fertiggestellt und der See in Betrieb genommen. Seit dieser Zeit liegt ein Teil der 1971 wiederentdeckten Felsbilder für ungefähr acht Monate im Jahr, vom Frühling bis zum Herbst, unter dem Wasserspiegel des Stausees. Im Jahr 1995 wurden die Felsbilder als Nationales Kulturgut unter der Nummer 285 in Südkorea registriert, Replikationen der Felsen mit ihren Zeichnungen erstellt und im Mai 2008 das Ulsan Petroglyph Museum eröffnet, wo seitdem ihre Nachbildungen einer breiten Öffentlichkeit zugänglich gemacht wurden. Im Januar 2010 ließ Südkorea die Felsbilder zusammen mit den Petroglyphen von Cheonjeon in die Tentativliste der UNESCO eintragen.

## Felsbilder
Datiert wurden die Petroglyphen auf einen Entstehungszeitraum von zwischen 7000 Jahre bis 3500 Jahre v. Chr. Auf einer Felsenfläche von rund 5 m Höhe und 8 m Breite entstanden rund 300 Felsbilder, die Szenen der Jagd, Tiersymbole oder Werkzeuge für den Fischfang darstellen. Insgesamt 20 verschiedene Tiersymbole enthalten die Felsritzungen, davon solche von Tiger, Panthern, Wölfen, Füchsen, Waschbären, Hirschen und Schwarzwild, die den an Land vorkommenden Tieren zugeordnet werden konnten, oder Fischen, Haifischen, Seehunden, Walen, Schildkröten und Wasservögeln, die im oder am Meer leben.
58 der Felsbilder, die Wale oder den Walfang darstellen, waren für die Wissenschaftler von besonderem Interesse. Man nimmt an, dass die Darstellungen von einer ausgeprägten Jagdkultur und Wohlstand zeugen. Ging man bisher noch davon aus, dass nach Felsbildern, die man in Norwegen gefunden hat, die Jagd auf Wale erst ab 4000 v. Chr. stattfand, muss man nun annehmen, das dies schon früher geschah.

## Ulsan Petroglyph Museum
Das Ulsan Petroglyph Museum ist das einzige Museum in Südkorea, das sich ausschließlich mit Petroglyphen beschäftigt. Es wurde in Form eines Wals errichtet und im Mai 2008 eröffnet. Es befindet sich flussaufwärts, rund 1,2 km nordwestlich von dem prähistorischen Ort von Bangudae entfernt.